# Hercostomus ogloblini
Hercostomus ogloblini är en tvåvingeart som beskrevs av Stackelberg 1949. Hercostomus ogloblini ingår i släktet Hercostomus och familjen styltflugor. Inga underarter finns listade i Catalogue of Life.